# Spiselige svampe
Spiselige svampe er spiselige, kødfulde frugtlegemer af forskellige svampearter. Spiseligheden kan defineres ud fra to kriterier: De indeholder ikke svampegifte og har en smag, som de fleste mennesker finder behagelig.  Mange spiselige svampe anerkendes desuden for deres indhold af nyttige mineraler.
De spiselige svampe varierer i størrelse, udseende og smag. De har ikke fælles kendetegn, hvorfor det i litteraturen ofte anbefales svampesamlere at lære hver enkelt arts karakteristiske træk, så de er i stand til sikkert at bestemme svampen. Der findes ca. 600 danske svampearter, hvor hatten er af en størrelse, der kan friste til at spise dem. Af disse er ca. 100 arter spiselige. En del er dog ret neutrale af smag, og eksperter nævner 40 – 50 arter som attraktive for svampesamlere. Samlinger af repræsentative fotografier af alle de nedenfor nævnte arter kan findes online i Danmarks Svampeatlas.

## Næringsværdi
Svampe er fattige på fedt og energi, men rige på fibre og protein, og danner livsnødvendige aminosyrer og flerumættede fedtsyrer, såsom linolensyre, som mennesket ikke selv kan producere, og derfor må indtage via sin kost.
Nogle svampe indeholder lige så store mængder antioxidanter som f.eks. gulerødder, rød peber og broccoli. Dyrkede svampe er desuden en kilde til vitamin B2 (riboflavin), vitamin B3 (niacin) og vitamin B9 (folat), og er, sammenlignet med grøntsager, rige på mineraler som kalium, fosfat, zink og kobber.
Svampe indeholder også vitamin D som den eneste ikke-animalske fødevare, og de kan således bruges af vegetarer og personer som spiser få animalske produkter, som en hjælp til at få dækket deres vitaminbehov. Det er især Vitamin D2 som er i svampe.

## De bedste spiselige svampe
Vurderinger af spisesvampe omfatter konsistens, smag og holdbarhed. Listen nedenfor omfatter svampe, som anbefales i de fleste svampebøger.
Spisesvampe der vokser vildt i Danmark
Miljøstyrelsen og Naturstyrelsen giver følgende eksempler på gode spisesvampe, der er lette at kende:
- Markchampignon (Agaricus campestris)[16]
- Almindelig kantarel (Cantharellus cibarius)[17]
- Tragtkantarel (Craterellus tubaeformis)[18]
- Trompetsvamp (Craterellus cornucopioides)[19]
- Karl Johan (spiselig rørhat) (Boletus edulis)[20]

- Markchampignon (Agaricus campestris)
- Almindelig kantarel (Cantharellus cibarius)
- Tragtkantarel (Craterellus tubaeformis)
- Trompetsvamp (Craterellus cornucopioides)
- Karl Johan (Boletus edulis)

Danmarks Naturfredningsforening peger desuden på følgende almindelige spisesvampe:
- Almindelig østershat (Pleurotus ostreatus).[22] Dyrkede eksemplarer kan købes i forretninger.
- Almindelig pigsvamp (Hydnum repandum)[23]

- Almindelig østershat (Pleurotus ostreatus)
- Almindelig pigsvamp (Hydnum repandum)

Andre gode vildtvoksende spisesvampe:
- Punktstokket indigorørhat (Neoboletus luridiformis; synonym Boletus luridiformis)[24]
- Brunstokket rørhat (Imleria badia; synomym: Boletus badius)[25]
- Havechampignon (Agaricus bisporus).[26] Dyrkede eksemplarer kan købes under betegnelsen "champignon".
- Stor kæmpeparasolhat (Macrolepiota procera)[27]
- Foranderlig skælhat (Kuehneromyces mutabilis)[28]
- Stor parykhat (parykblækhat) (Coprinus comatus)[29]

- Punktstokket indigorørhat (Neoboletus luridiformis)
- Brunstokket rørhat (Imleria badia)
- Havechampignon (Agaricus bisporus)
- Stor kæmpeparasolhat (Macrolepiota procera)
- Foranderlig skælhat (Kuehneromyces mutabilis)
- Stor parykhat (parykblækhat) (Coprinus comatus)

Dyrkede og/eller importerede svampe
- Portobello (Agaricus bisporus-variant)
- Bøgehat (Hypsizygus tessellatus) – asiatisk spisesvamp der sælges og dyrkes i Danmark, skal tilberedes og varmebehandles (koges/steges) før spisning
- Shiitake (Lentinula edodes)
- Duft-ridderhat (Tricholoma matsutake) – kan ikke dyrkes, men indsamles og handles internationalt. Japan har stor import af ridderhatte.

## Svampejagt
Svampe har ikke fotosyntese, men er heterotrofe, hvilket vil sige at de får deres næring ved at nedbryde organisk materiale (f.eks. sukkerstoffer), som er et resultat af andre organismers produktion. Som regel er dette materiale dødt (fx blade og træstammer) men svampe kan også være parasitter, der snylter på levende planter og dyr, eller leve i symbiose med planter ved hjælp af såkaldt mykorrhiza. Symbiosen hjælper planten med at øger sin optagelse af uorganiske forbindelser, f.eks. nitrat og fosfat fra steder, hvor der er lave koncentrationer af disse vigtige næringsstoffer. Adskillelse af arterne kræver i mange tilfælde mikroskopiske undersøgelser.
Indsamling af spiselige svampe, der for nogle en lidenskab, som både omfatter selve indsamlingen af svampene og en god travetur i skoven, kræver mindre faglig indsigt. De fleste større frugtlegemer af spiselige svampe kan identificeres ved svampens størrelse, farver, lugt, hat, stok og rod.
Under indsamlingen af svampene lærer samleren også meget andet om skovens flora og fauna. Nogle spisesvampe forefindes i åbent land, marker, parker og haver. De bedste findes som regel i skovene.
Eksperterne tilråder at indsamle svampene i en kurv, som er inddelt, så arterne kan adskilles. Det kan være en god idé at medbringe en børste til at fjerne snavs og en kniv til at gennemskære et eksemplar af hver art med henblik på bestemmelse af svampene. Desuden bør svampejægere medbringe en bog, der er god som støtte for bestemmelsen af svampene, og som kan medbringes i marken.
De fleste svampe kan identificeres på udseende, voksested og væksttidspunkt. Hvis samleren ikke er sikker på, hvilken svamp, der er tale om, bør den kasseres. Eller diskuteres med en svampekyndig. Nybegyndere bør altid indsamle svampe under ledsagelse af kyndige, evt. ved at deltage i arrangerede ture af Oplysningsforbundene eller Foreningen til Svampekundskabens Fremme eller ved brug af svampeinstruktører. Der findes en del speciallitteratur om de enkelte arters voksesteder.
En del forretninger især større supermarkeder sælger bl.a. almindelig kantarel, som er indsamlet i højsæsonen. I Danmark er indsamlede kantareller ofte importeret fra Polen eller Baltikum.

### Gode begyndersvampe
Det anbefales nye svampesamlere først at lære rørhat-familien at kende, fordi de fleste rørhattene er spiselige og velsmagende. Gruppen er let genkendelig på rørene under hatten. Tre arter, der fremhæves for deres gode smag er
- Karl Johan (Boletus edulis)
- Punktstokket indigorørhat (Neoboletus luridiformis)
- Brunstokket rørhat (Imleria badia)

Blandt de i øvrigt mange gode rørhatte er der nogle, som er uspiselige på grund af smagen, fx galderørhat, mens et par arter er giftige, hvoraf den hyppigste er satans rørhat (Boletus satanas).
Når man har lært at kende og finde rørhatte - der godt kan være lidt sjældne – kan man fortsætte med to andre grupper, der også er relativt nemme at lære at kende: mælkehatte og skørhatte. Desuden findes de svampe, man kan købe i supermarkeder, fx champignon, østershatte og kantareller, også i skovene. hører dog ikke til i nogen af de tre grupper. Nogle af de svampearter, der ikke er giftige, kan dog medføre allergiske reaktioner – nogle gange kraftige. Derfor anbefaler mange svampekyndige, at man altid nøjes med en lille protion af en svamp, man ikke tidligere har spist.

### Forvekslingsmuligheder
Nogle fremragende spisesvampe kan forveksles med giftige arter. Selvom de fleste svampe er uskadelige findes der også dødeligt giftige svampe i Danmark. En meget giftig svamp, puklet giftslørhat, undgås bedst ved helt at undgå indsamling af slørhatte, som i almindelighed er dårlige spisesvampe. To øvrige meget lumske giftsvampe, grøn fluesvamp og snehvid fluesvamp kan naturligvis også undgås ved at lade fluesvampene stå, men problemet er her, at de to arter i meget høj grad ligner gode spisesvampe. Snehvid fluesvamp kan af ukyndige forveksles med hvide champignoner, men mens alle eksemplarer af champignon har farvede lameller normalt brunlige, er fluesvampens lameller kridhvide. Grøn fluesvamp er især blevet forvekslet med spiselig posesvamp, som sælges på markeder i Asien, og som også har en pose ved basis. Den kan også forveksles med grønne arter af skørhatte, der dog mangler både ring om stokke og pose ved basis. En brochure fra Fødevarestyrelsen gennemgår disse og andre forvekslingsmuligheder mellem spiselige og giftige svampearter. Giftlinjen på Bispebjerg Hospital vejleder også om giftige svampe.
- Grøn fluesvamp (Amanita phalloides) er dødeligt giftig og kendes på den hvide ring om stokken, der er forsynet med en pose forneden, og de hvide lameller på hattens underside.[35] Den kan forveksles med den asiatiske spiselig posesvamp og med grønlige skørhatte.[35]
- Ægte stenmorkel (Gyromitra esculenta) og andre stenmorkler er dødeligt giftige som rå, og kan forveksles med morkler. Til forskel fra stenmorkler er morklernes stok hul.[35]
- Puklet giftslørhat (Cortinarius rubellus) er dødeligt giftig (giver alvorlige nyreskader), men er ikke almindelig.[37]. Den kan forveksles med andre slørhatte og man bør derfor afholde sig helt fra denne svampeslægt.[35]
- Satans rørhat (Rubroboletus satanas) er giftig men sjælden i Danmark.[38] Den blåner moderat når den såres, i modsætning til den spiselige punktstokket indigorørhat, som den kan forveksles med, men som blåner umiddelbart ved såring.[35]
- Almindelig netbladhat (Paxillus involutus) er giftig og kan give kraftige allergiske reaktioner. Den er tragtformet ligesom kantareller, men kendes bla på at lamellerne, i modsætning til kantareller, bliver mørkere, når man trykker på dem.[35]

Svampe, der er spiselige og relativt hyppige i Danmark, kan meget let forveksles med giftige i Spanien og Asien.

## Svampedyrkning
Det er vanskeligt at dyrke svampe, fordi mange arter danner mykorrhiza med et bestemt værtstræ eller kræver bestemte jordbundsforhold. Nogle få arter som champignon, shiitake og almindelig østershat dyrkes og sælges. Ca. 60 lande har kommercielle virksomheder, der dyrker svampe. Udover den kulinariske værdi spiller de en væsentlig rolle i økosystemet.

## Tilberedning af svampe
Svampe har meget forskellig smag, afhængig af alder og art. Spiselige svampe kendetegnes ved smagen af umami,  der er en af de fem grundsmage, der udløses af molekylær genkendelse af de frie aminosyrer glutamat og aspartat samt nukleotider (indgår i DNA og RNA). Glutamat giver langt den stærkeste umamismag og denne frie aminosyres tilstedeværelse bidrager til smagen af både dyrkede og vilde svampe.
Nogle arter har en velsmagende hat, men en sej eller trævlet stok. Selv blandt de gode spisesvampe bør ældre eksemplarer aldrig indsamles med henblik på spisning. I fugtigt vejr er en del svampe bløde og slimede; de kan evt. tørsteges, hvorefter væden sies fra. Derved sikres en mere behagelig konsistens, hvilket kan gavne smagsoplevelsen.
Svampe er generelt giftige i rå tilstand. Når der i svampebøger angives, at en svampeart er spiselig, menes derfor "spiselig i varmebehandlet tilstand". Kun spiselig rørhat bør i mindre omfang spises rå. De er også bedst i tilberedt tilstand. Ifølge Fødevarestyrelsen bør champignon ikke indtages i rå tilstand grundet indholdet af phenylhydrazinderivater, der delvist nedbrydes ved opvarmning.
De fleste spiselige svampe egner sig til stegning. En del svampe som stor parykhat er meget vandholdige især i fugtigt vejr, og det er en god idé at hælde væske fra under stegningen.
En del svampe, især arter af rørhat-familien er velegnede til stuvning. Mange jævner sig selv, så det blot er nødvendigt at tilsætte fløde og krydderier.
De bedste former for konservering er tørring og dybfrysning. Tørrede svampe skal udvandes inden de anvendes. Før dybfrysning kan svampene steges let i meget lidt fedtstof. Eksperter tilråder ikke at tilsætte fløde eller sky til svampe, før de dybfryses.
Foreningen til Svampekundskabens Fremme har samlet madopskrifter, der tager udgangspunkt i forskellige svampe.